# St. Peter und Paul (Niederwiltz)

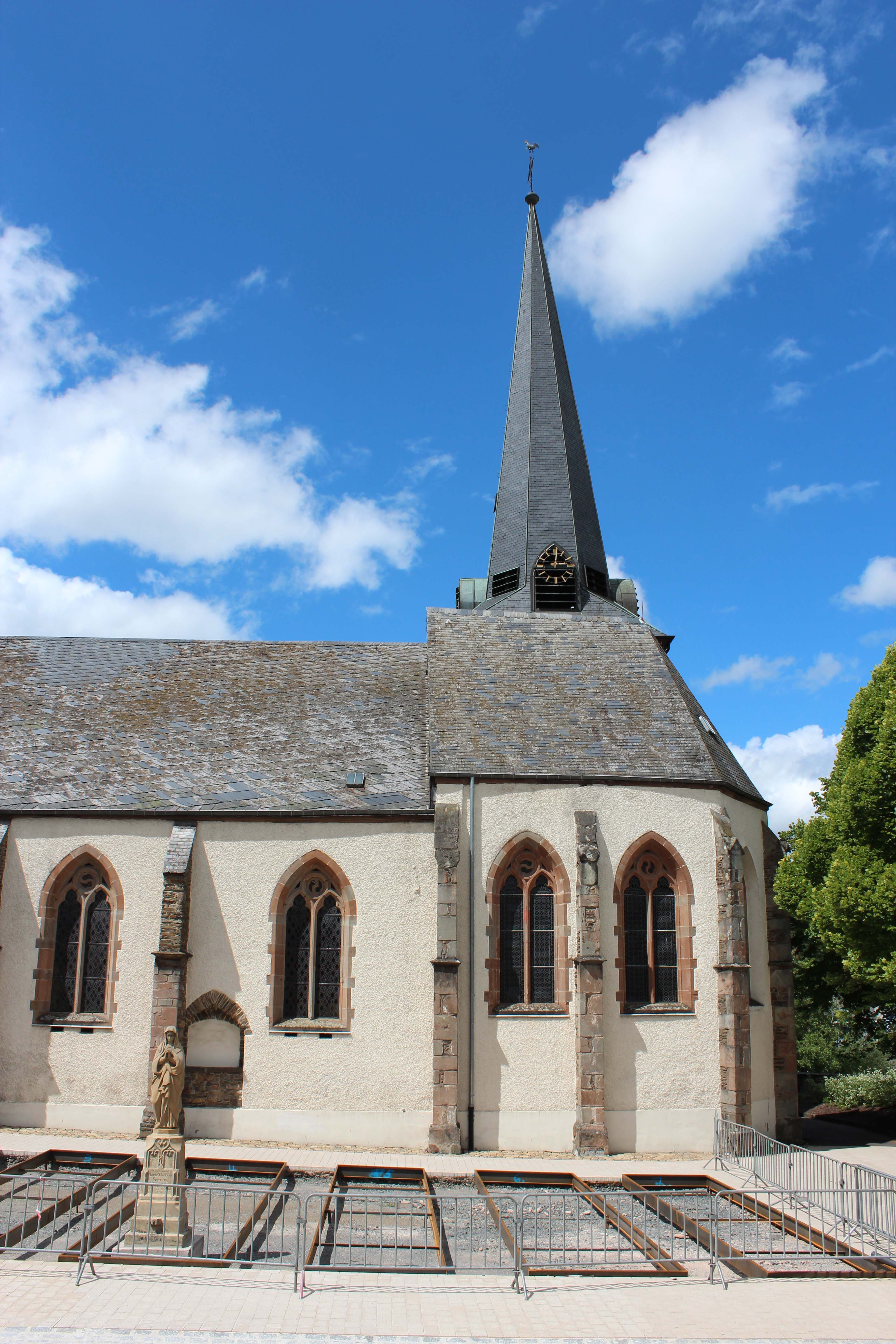
St. Peter und Paul

Die St. Peter und Paul in Niederwiltz im Großherzogtum Luxemburg ist eine römisch-katholische Kirche. Die Pfarrei Wiltz gehört zum Dekanat Nord des Erzbistums Luxemburg.

## Geschichte
Der Unterbau des Turms wurde vermutlich um das Jahr 300 als römischer Wachturm errichtet. Der Turm scheint zuerst allein gestanden zu haben und wurde erst später zum Chor der ersten Kirche. Eine im Jahre 1417 errichtete Kirche wurde durch einen Brand zerstört. 1510 wurde unter Einbeziehung der noch erhaltenen Bausubstanz eine neue, zweischiffige Kirche im spätgotischen Stil errichtet. Im Kellergeschoss des Turmes befand sich die Grabkammer der Schlossbesitzerfamilie Woltz.
Die beiden Seitenaltäre aus den Jahren 1720 und 1722 wurden von den Wiltzer Handwerkerzünften gestiftet. Auf diesen Zunftaltäre wurden Statuen der Schutzpatronen von Schustern (St. Crépin), Schmieden (St. Elige), Webern (St. Severus) und Metzgern (St. Bartholomäus) aufgestellt. Im alten Chorraum befindet sich seit 1734 die Grabkapelle der Herren von Wolz. Ein schmiedeeisernes Gitter aus dem Jahr 1734 trennt die Grafenkapelle vom Chorbereich. Es stammt aus der Abtei Saint-Hubert.
1734 wurde die Fensterfläche vergrößert und 1841 die Kirche erweitert. Die Grabkammer der Schlossfamilie wurde erstmals 1844 geöffnet. In dem Gewölbe wurden zwei Särge und die Gebeine von vier Toten gefunden. Ein zweites Mal wurde das Grab 1859 geöffnet und nach Protokollierung wieder verschlossen.
Der Architekt Jean-Pierre Koenig entwarf 1912 Pläne für einen Erweiterungsbau, nachdem die vorherige Erweiterung nicht mehr ausreichte. Der Erste Weltkrieg verhinderte die Realisierung des Projekts. 1937 wurde nach Plänen des Architekten Jean Deitz ein Querschiff mit einem nach Westen  vorspringenden Altarraum angebaut.
1938 schüttete man alle Gebeine, die man auf dem früheren Friedhof fand, in die Gruft, die dadurch zum großen Teil gefüllt wurde. 1968 brachte man alle Gebeine zum neuen Friedhof und renovierte das alte Gotteshaus.
Während des Zweiten Weltkrieges wurde die Kirche vor allem im Bereich des Neubaus beschädigt, konnte aber 1945–1946 wieder in einen guten Zustand versetzt werden.
Am 31. Juli 1968 wurde die Kirche als Nationaldenkmal eingestuft und in den Jahren 1996–1997 erneut restauriert.

## Beschreibung

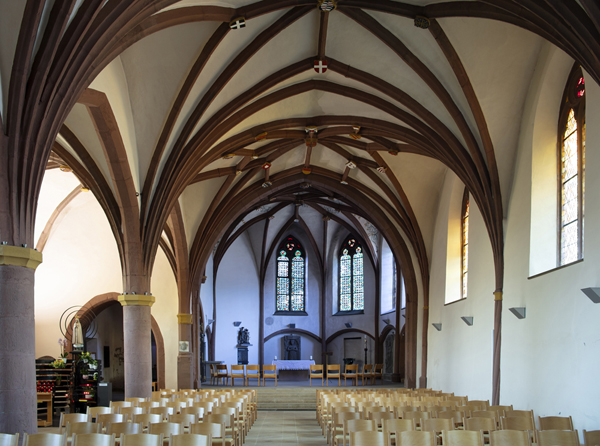
Blick vom gotischen Hauptschiff in den ehemaligen Chor, der sich jetzt im Rücken der Gemeinde befindet

Das gotische Haupt- und Seitenschiff besitzt ein Kreuzrippengewölbe. Das Wappen der „von Ouren-Malberg“ mit der Jahreszahl 1510 ziert den zentralen Schlussstein, umgeben von den Wappen der Familie des Pfarrers Jean d’Ouren-Malberg. Einige Wappen sind kunstvoll gemeißelt, andere sind flach und für die Illumination bestimmt.
In die rechte Seitenwand des ehemaligen Chores sind drei Grabplatten eingelassen. In der Mitte der Apsis zeigt die Grabplatte der Anna Maria von Manderscheid-Blankenheim († 1559) eine Dame mit zum Gebet gefalteten Händen und einem Rosenkranz. Links von ihr kniet Baron Hartard von Wiltz († 1557) in voller Rüstung mit einem Rosenkranz in den Händen. Die Grabplatte rechts erinnert an das Schicksal der Katharina von Wiltz, die 1573 im Alter von nicht einmal sechs Jahren starb. Zwei bescheidenere Grabsteine aus belgischem Granit hängen an den Wänden der ehemaligen Kapelle und Sakristei. Sie erinnern an die beiden Schwestern des letzten Grafen von Wiltz, die 1734 im Alter von 15 Jahren verstorbene Françoise-Antoinette und die 1739 im Alter von 18 Jahren verstorbene Marquise Marianne de Lambertye.
Die Statuen des heiligen Sebastian als Soldat und des heiligen Rochus als Pilger stehen auf einem gemeinsamen Sockel über der Nische, die früher als Tabernakel diente.
Ein nach Osten gerichtetes Fenster, das in den Werkstätten von Linster nach einem Entwurf von Émile Probst ausgeführt wurde, ist dem Heiligen Pirminius gewidmet, dessen Leben in fünf Szenen erzählt wird. Die Statuen der Kirchenpatrone Petrus und Paulus thronen auf Sockeln zwischen den großen Glasfenstern der Nordfassade, die mit den Symbolen der sieben Sakramente geschmückt sind.

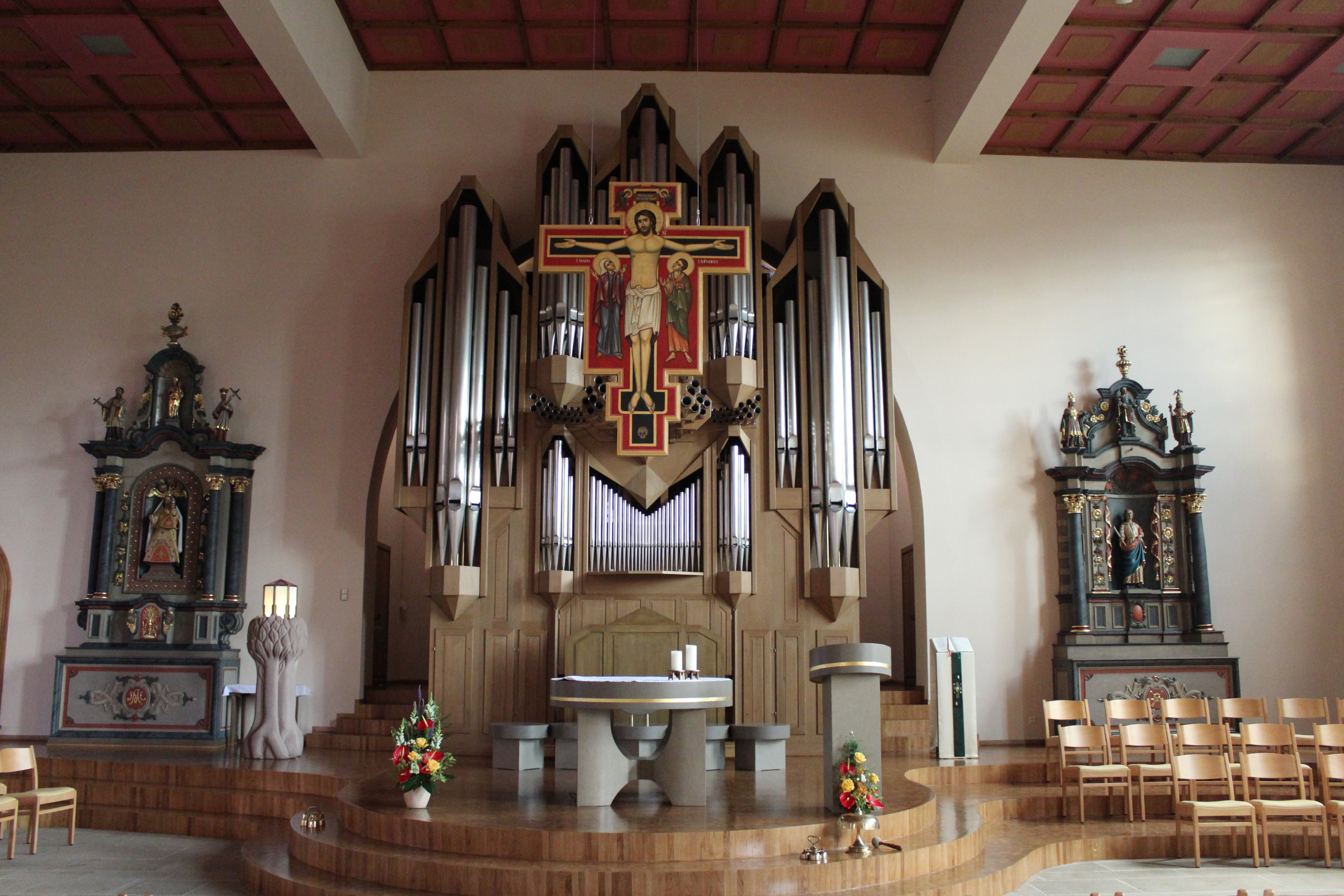
Orgel und Seitenaltar

Die Grabkammer der Schlossfamilie befindet sich im Untergeschoss des Turmes in einem 12 × 8 × 5,5 Fuß großen Gewölbe.

## Orgel
Die Wiltzer Kirche erhielt 1869 eine erste Orgel. Sie wurde von der Orgelbauwerkstatt Gebrüder Müller gebaut und 1923 von der Orgelbauanstalt Georg Stahlhuth erweitert. 1939 wurde sie durch eine neue Orgel von Pels & Van Leeuwen ersetzt. Dieses Instrument wurde 1968 durch ein neues Werk der „Manufacture d’orgues luxembourgeoise“ aus Lintgen ersetzt. Da diese Orgel weniger befriedigte, wurde in den 1980er Jahren der „Verein der Wiltzer Orgelfreunde“ gegründet, der sich die Anschaffung einer neuen Orgel zum Ziel setzte. 1996 war das neue Instrument fertig, Erbauer war das Unternehmen Ludwig Eisenbarth.
| I Hauptwerk C–c4           |        |
| Bordun                     | 16′    |
| Principal                  | 08′    |
| Jubalflöte                 | 08′    |
| Rohrflöte                  | 08′    |
| Praestant                  | 04′    |
| Louheckeflütt              | 04′    |
| Quinte                     | 2 ⁄3′  |
| Octave                     | 02′    |
| Terz                       | 1 3⁄5′ |
| Mixtur IV                  | 1 ⁄3′  |
| Trompette                  | 08′    |
| Trompeta real (horizontal) | 08′    |
| Tremulant                  |        |

| II Schwellwerk C–c4  |       |
| Diapason             | 08′   |
| Flûte harmonique     | 08′   |
| Gambe                | 08′   |
| Voix céleste 0       | 8′    |
| Flûte octaviante     | 04′   |
| Octavin              | 02′   |
| Plein jeu III-V      | 2 ⁄3′ |
| Basson               | 16′   |
| Trompette harmonique | 08′   |
| Hautbois             | 08′   |
| \| 08′               |       |
| Tremulant            |       |

| III Positiv C–c4 |        |
| Rohrgedeckt      | 8′     |
| Salizional       | 8′     |
| Flauto           | 4′     |
| Nazard           | 2 ⁄3′  |
| Doublette        | 2′     |
| Tierce           | 1 3⁄5′ |
| Larigot          | 1 ⁄3′  |
| Zimbel III       | 1′     |
| Cromorne         | 8′     |
| Tremulant        |        |

| Pedal C–g1  |     |
| Offenflöte  | 16′ |
| Subbass     | 16′ |
| Octavbass   | 08′ |
| Gemshorn    | 08′ |
| Choralflöte | 04′ |
| Bombarde    | 16′ |
| Trompette   | 08′ |

Koppeln: II/I, III/I, III/II, III/I elektrisch, I/P, II/P, III/P